# حرم شركة مايكروسوفت
حرم شركة مايكروسوفت هو اسم غير رسمي لمقر شركة مايكروسوفت، والذي يقع في طريق مايكروسوفت واحد في ريدموند، واشنطن.
انتقلت مايكروسوفت في البداية إلى حرم الشركة يوم 26 فبراير عام 1986، قبل عدة أسابيع من الإدراج العام للشركة في سوق البورصة في 13 مارس من العام نفسه. ومنذ ذلك التاريخ تمت توسعات متعددة في مقر الشركة.